# Buffalo Bisons (Minor League)
Die Buffalo Bisons sind ein Minor League Baseball Team aus Buffalo, New York, welches in der International League (IL) vertreten ist. Die Bisons sind das AAA-Team der Toronto Blue Jays und bestreiten ihre Heimspiele im Coca-Cola Field, in Downtown Buffalo. Bevor die Bisons Teil der Jays-Organisation wurden, gehörten sie den Cleveland Indians (1983–1984, 1987, 1995–2008), Pittsburgh Pirates (1979–1982, 1988–1994), Chicago White Sox (1985–1986) und den New York Mets (2009–2012) an.

## Eastern League (1979–1984)
Ab 1979 waren die Bisons drei Spielzeiten lang als AA-Farmteam der Pittsburgh Pirates in der Eastern League aktiv. Mit Einführung der Playoffs 1980 gelang dem Team der Einzug ins Halbfinale, welches sie gegen die Holyoke Millers verloren. In den übrigen Jahren war der Erfolg überschaubar. Nach Übernahme der Mannschaft durch die Cleveland Indians gelang 1983 erneut der Vorstoß bis in das Halbfinale.

## American Association (1985–1997)
Zur Saison 1985 stiegen die Bisons auf das AAA-Level auf und spielten anschließend bis zur Einstellung der Liga in der American Association. In den ersten beiden Jahren geschah dies für die Organisation der Chicago White Sox und 1987 für ein Jahr erneut für die Cleveland Indians Ab der Spielzeit 1988 war das Team dann erneut für sieben Jahre unter der Flagge der Pirates aktiv. In diese Zeit fallen auch die ersten beiden Finalteilnahmen. 1990 und 1991 nahm an der Championship-Serie teil, verlor aber beide Finals. Das erste gegen die Denver Zephyrs und das zweite gegen die Oklahoma City 89ers. Die letzten drei Jahre in der American Association waren die Buffalo Bisons dann erneut Teil der Cleveland Indians. In der letzten regulären Saison 1997 gewannen die Bisons ihre erste Meisterschaft durch ein 3:0 gegen die Iowa Cubs.

## International League (seit 1998)
Immer noch für die Indians aktiv, starteten die Bisons 1998 in der International League. Gleich im ersten Jahr gewannen sie erneut den Titel, diesmal gegen die Durham Bulls. In der 1998 neu eingeführten Triple-A World Series, in der die Champions der International League und der Pacific Coast League gegeneinander antraten, verlor man allerdings gegen die New Orleans Zephyrs. Der nächste Titel in der International League gelang 2004, durch einen Sieg gegen die Richmond Braves. Seit der Saison 2013 gehören die Buffalo Bisons den Toronto Blue Jays an.

## Minor-League-Teams der Toronto Blue Jays
| Level      | Team                      | Liga                 | Standort                  |
| ---------- | ------------------------- | -------------------- | ------------------------- |
| AAA        | Buffalo Bisons            | International League | Buffalo, New York         |
| AA         | New Hampshire Fisher Cats | Eastern League       | Manchester, New Hampshire |
| Advanced A | Lansing Lugnuts           | Midwest League       | Lansing, Michigan         |
| A          | Dunedin Blue Jays         | Florida State League | Savannah, Georgia         |